# Công quốc Aquitaine
Công quốc Aquitaine (tiếng Occitan: Ducat d'Aquitània; tiếng Pháp: Duché d'Aquitaine) là một thái ấp lịch sử ở các khu vực phía Tây, Trung và Nam của nước Pháp ngày nay về phía Nam của sông Loire, mặc dù phạm vi cũng như tên gọi của nó dao động rất nhiều trong nhiều thế kỷ, vào thời điểm bao gồm phần lớn khu vực ngày nay là Tây Nam nước Pháp (Gascony) và miền Trung nước Pháp.
Nó có nguồn gốc từ thế kỷ thứ VII, với tư cách là một công quốc của Francia, cuối cùng thì trở thành các tỉnh Aquitania Prima và Secunda của Đế quốc La Mã. Với tư cách là một công quốc, nó đã tan rã sau cuộc chinh phục của công quốc độc lập Waiofar của người Aquitani, tiếp tục trở thành một tiểu vương quốc trong Đế chế Carolingian. Sau đó nó được Tây Francia tiếp nhận sau Hiệp ước Verdun năm 843 và nhanh chóng xuất hiện trở lại với tư cách là một công quốc phụ thuộc. Năm 1153, một Aquitaine mở rộng đã cam kết trung thành với các vị Vua Angevin của Anh. Kết quả là, một sự cạnh tranh đã nảy sinh giữa các quốc vương Pháp và Angevins về quyền kiểm soát lãnh thổ của họ ở Pháp. Đến giữa thế kỷ XIII, chỉ còn lại Công quốc Gascony trong tay Angevin. Chiến tranh Trăm năm cuối cùng đã chứng kiến vương quốc Pháp giành được toàn quyền kiểm soát Aquitaine vào những năm 1450, với phần lớn lãnh thổ của nhà nước này được sáp nhập trực tiếp vào chính lãnh địa của hoàng gia Pháp.